# Cornales
Cornales Link è un ordine di angiosperme del clade Asteridi.

## Descrizione
Le piante di questo ordine sono caratterizzate da fiori quadripartiti, da ovari più o meno inferi, da sepali ridotti e dal disco nettarifero epigino. Usualmente hanno frutti drupacei.
Le specie dell'ordine Cornales contengono iridoidi.

## Tassonomia
L'ordine Cornales è il sister group di tutte le altre asteridi; insieme all'ordine Ericales, forma il gruppo basale del clade asteridi.
L'ordine comprende le seguenti famiglie:
- Nyssaceae Juss. ex Dumort.
- Hydrostachyaceae Engl.
- Hydrangeaceae Dumort.
- Loasaceae Juss.
- Curtisiaceae Takht.
- Grubbiaceae Endl. ex Meisn.
- Cornaceae Bercht. & J.Presl